# مسافرزهي
مسافرزهي (بالفارسية: مسافرزهی) هي قرية تقع في منطقة بولان في إيران. يقدر عدد سكانها بـ 733 نسمة بحسب إحصاء 2016.